# Белые котинги
Белые котинги (лат. Carpodectes) — род птиц из семейства котинговые.

## Описание
Длина тела 19,5—25 см; масса тела 78—105 г. Самцы снежно-белые, с серыми или черными вкраплениями, а самки преимущественно пепельно-серые.

## Распространение и среда обитания
Род включает виды, встречающиеся в Центральной Америке и на северо-западе Южной Америки.
Белые котинги населяют полог и опушки низменных влажных лесов.

## Рацион
Представители данного рода питаются фруктами.

## Список видов
В состав рода включают три вида:
- Carpodectes antoniae Ridgway, 1884 — Желтоклювая белая котинга
- Carpodectes hopkei Berlepsch, 1897 — Серебристая белая котинга
- Carpodectes nitidus Salvin, 1865 — Снежная белая котинга